# Брэдли, Джеймс (писатель)
Джеймс Брэдли (англ. James Bradley; род. 1954) — американский писатель, автор исторических документальных хроник событий на Тихоокеанском театре военных действий Второй мировой войны.

## Творчество
В 2000 году Брэдли опубликовал книгу «Флаг наших отцов», написанную в соавторстве с Роном Пауэрсом, которая рассказывает историю пяти морских пехотинцев США и одного санитара ВМС США, прикреплённого к корпусу морской пехоты, поднявших американский флаг 23 февраля 1945 года в ходе битвы за Иводзиму — момент широко известный благодаря исторической фотографии. Книга стала бестселлером, 46 недель держалась в списке бестселлеров по версии газеты «Нью-Йорк таймс» и была экранизирована Клинтом Иствудом. За вклад в сохранение истории ВМС США Джеймс Брэдли был награждён медалью Военно-морского министерства США.
Ошибочно считается, что одним из шести мужчин на фотографии является отец Джеймса Брэли, однако это не так: его отец участвовал в подъёме первого, меньшего, флага, а фотография запечатлела момент замены этого флага большим по размеру.
В 2003 году опубликовал книгу «Лётчики: правдивая история мужества» в которой описывается случай во время авиационной операции по уничтожению коммуникаций противника на острове Титидзима (остров) в ходе битвы за Иводзиму, когда из десяти членов экипажа сбитого бомбардировщика один (будущий 41-й президент США Джордж Буш) был подобран подводной лодкой USS Finback, а остальные были взяты японцами в плен, и пять из них казнены и съедены. Эта книга также стала бестселлером.
В 2009 году вышла третья книга Брэдли — «Императорский круиз», также ставшая бестселлером, о состоявшейся в 1905 году на теплоходе «Маньчжурия» дипломатической миссии военного министра США Уильяма Тафта и Элис Рузвельт — дочери президента США, во многом предопределившей будущие взаимоотношения с Японией. Газета «Нью-Йорк таймс» отмечала, что эта книга разительно изменяет расхожее мнение о президентстве Рузвельта, разоблачая расистскую и эксплуататорскую политику США в Тихоокеанском регионе в ходе приобретения Гаваев, завоевания Филиппин под видом помощи филиппинским борцам за свободу, вылившиеся в американскую оккупацию отмеченную пытками и репрессиями по отношению к людям, которых они якобы пришли освобождать.
Четвёртая книга Брэдли — «Китайский мираж: тайная история американской катастрофы в Китае» посвящена вовлечению Америки в дела Китая начиная с опиумной войны начала XIX века, далее в период Второй Мировой войны и до момента прихода к власти Мао Цзедуна. Автор исходит из того, что США не удалось понять азиатскую культуру, что привело к принятию неверных решений президентами Теодором и Франклином Рузвельтами. Брэдли делает предположение, что и войны в Тихом океане, и Корейской войны, и войны во Вьетнаме можно было бы избежать, если бы президенты США не находились бы под влиянием китайского лобби, поддерживавших Чан Кайши.